# Umsetzungskompetenz
Umsetzungskompetenz oder Umsetzungsstärke bezeichnet die durch Willenskraft und Selbstkontrolle gesteuerte Fähigkeit von Menschen oder Organisationen, bestimmte Pläne in tatsächliche Ergebnisse umzusetzen. Die Planentwürfe basieren dabei immer auf bestimmten Motiven, Ideen, Zielen oder Strategien und sind auf deren Verwirklichung ausgerichtet.

## Bedeutung

### In historischer Perspektive
Die Bedeutung der Umsetzungskompetenz resultiert aus der Beobachtung, dass es manchen Menschen gelingt, mit relativ wenig Aufwand große Leistungen zu erbringen oder anspruchsvolle Ziele zu erreichen, während andere trotz größter Bemühungen und umfangreicher Kenntnisse oder Bildung immer wieder scheitern. Die Suche nach den Ursachen des Erfolges wird seit Sokrates diskutiert. Er sah den Hauptgrund für den Unterschied zwischen erfolgreichen und erfolglosen Menschen in der Fähigkeit der Planung.
Einen modernen Erklärungsversuch liefern Kybernetik und Systemtheorie; sie bilden die Grundlage für das Konzept der Umsetzungskompetenz, das sich in den vergangenen Jahren in vielen Disziplinen als Forschungsthema etabliert hat. Ein Anwendungsbeispiel in der Psychologie ist die Selbstmanagement-Therapie von Frederick Kanfer. In der Managementlehre versteht man darunter ein Synonym für Tatkraft und Durchsetzungsfähigkeit. Fehlen diese Attribute, kann man im Unternehmensalltag verschiedene Ineffizienzen beobachten. Beispielsweise werden zahlreiche Sitzungen abgehalten, die Umsetzung der Beschlüsse kommt aber nicht zustande. Das Gleiche gilt für viele Veränderungsprojekte und Initiativen, die früher oder später ergebnislos versanden.
Zur Lösung des Umsetzungsproblems wurden in der Managementlehre verschiedene Konzepte vorgeschlagen, die ebenfalls auf dem Paradigma der Systemtheorie gründen. Ein Beispiel ist der Ansatz von Edmund Heinen (Willensbildung und Willensdurchsetzung). Das andere Konzept stammt von Peter Drucker und trägt den Namen management by self-control. Diese Praxis sei, so Peter Drucker, wesentlich effektiver als die seinerzeit übliche „Steuerung von oben“ (control from above). Auf abstrakter Ebene gilt diese Fähigkeit zur Selbststeuerung als die wichtigste Voraussetzung für den Erfolg von Systemen (Erfolg im Sinne der Zielerreichung). In der Alltagssprache kann man dies auch als Erfolgsgeheimnis bezeichnen.

### In der Psychologie
Eine empirische Studie von June Tangney und Co-Autoren hat gezeigt, dass Menschen mit Umsetzungsstärke bessere persönliche Beziehungen haben, über mehr Selbstvertrauen verfügen, mehr Leistung bringen und weniger anfällig für Stress und psychische Störungen sind. In einer Untersuchung aus dem medizinischen Bereich weisen Jean-Paul Broonen und Co-Autoren darauf hin, dass viele Patienten mit starken Schmerzen diese zwar unbedingt lindern möchten, gleichzeitig aber nicht in der Lage sind, diese Motivation in konkrete Handlungen umzusetzen, also bestimmte Therapien konsequent durchzuführen. Deshalb wird in speziellen Programmen zunächst die Umsetzungsstärke gefördert.
In der Persönlichkeitsdiagnostik wie zum Beispiel dem Bochumer Inventar zur berufsbezogenen Persönlichkeitsbeschreibung ist ein Teilaspekt der Umsetzungskompetenz mit der Skala der Handlungsorientierung vergleichbar. Damit misst man den Willen zur raschen Umsetzung einer Entscheidung in zielgerichtete Aktivitäten. Die Betonung liegt dabei auf dem zeitlichen Aspekt, nämlich der Frage, inwiefern handlungsorientierte Menschen ihre Aktivitäten schneller aufnehmen werden als andere. Bei der Umsetzungskompetenz liegt die Betonung dagegen auf dem sachlichen Aspekt (tatsächliches, beobachtbares Verhalten).

### Im Management
Im Management (Innovationsforschung) wird der Begriff der Umsetzungskompetenz als Realisierung kreativer Ideen interpretiert nach dem Motto: „Wir sind Wissensriesen, aber Umsetzungszwerge“. Im angelsächsischen Sprachraum ist dieses Phänomen unter dem Begriff „Knowing-Doing Gap“ bekannt. Beispielsweise beklagen Jeffrey Pfeffer und Robert Sutton: „Organizational performance often depends more on how skilled managers are at turning knowledge into action than on knowing the right things to do.“ Es sei, so die Autoren, eine paradoxe Situation (performance paradox), dass Manager oft ganz genau wissen, was zu tun ist, tatsächlich ignorieren sie aber dieses Wissen und tun genau das Gegenteil von dem, was sie eigentlich wollen.
Das Thema Umsetzungskompetenz spielt auch im Marketing eine wichtige Rolle. In dieser Disziplin existiert eine wissenschaftlich noch nicht hinreichend erklärte „Lücke“ zwischen der Handlungsbereitschaft (Kaufmotiv) eines Konsumenten und dem tatsächlichen Handlungsergebnis (Kauf). Beispiel: Wenn bei einem Menschen das Status-Motiv angeregt wurde, heißt das noch lange nicht, dass er als Kunde in einer bestimmten Situation auch tatsächlich mehr einkauft, weil er seine Gedanken, Gefühle (Motive) und Handlungen über den Willen (Volition) steuern kann. Weitere Beispiele aus dem Bereich der Managementlehre findet man im Artikel Volition (Management). Bemerkenswert ist in diesem Zusammenhang die empirische Studie von Steven Brown und Co-Autoren, die in einer Langzeitstudie die Bedeutung der Volition für den Erfolg von Verkäufern empirisch belegt haben. Zum gleichen Ergebnis kommen Robert D’Intino und Co-Autoren bei der Auswertung verschiedener Studien zum unternehmerischen Erfolg (siehe Literaturverzeichnis).

## Operationalisierung

### Umsetzungskompetenz von Unternehmen
Zur Operationalisierung und Validierung der Umsetzungskompetenz (Umsetzungsstärke) in Bezug auf Unternehmen haben Gary Neilson und Co-Autoren in der Harvard Business Review eine Befragung von über 1.000 Organisationen mit über 25.000 Beschäftigten durchgeführt um herauszufinden, welche Eigenschaften (Traits) umsetzungsstarke Unternehmen auszeichnen. Die Ergebnisse (17 Eigenschaften) lassen sich zu vier Blöcken (Themen) zusammenfassen:
- Thema Information

- Wichtige Informationen über das Wettbewerbsumfeld erreichen schnell die Firmenzentrale
- Mitarbeiter verfügen meist über die nötigen Informationen, um ihren Beitrag zum Unternehmenserfolg zu verstehen

- Thema Entscheidungsbefugnisse

- Manager auf höheren Hierarchiestufen packen selbst mit an, indem sie in Entscheidungen eingreifen
- Die Konzernzentrale hat eher eine unterstützende als eine kontrollierende Aufgabe

- Thema Anreize

- Die Fähigkeit, Zielvereinbarungen einzuhalten, hat einen Einfluss auf Karriere und Vergütung
- In einem wirtschaftlich schlechten Jahr erhalten auch weniger erfolgreiche Abteilungen einen Bonus

- Thema Struktur

- Beförderungen erfolgen nicht nur hierarchisch, sondern auch horizontal
- Mittelmanager haben meist weniger als fünf direkte Untergebene.

Zur Förderung der Umsetzungskompetenz schlagen die Autoren ein Kennzahlensystem vor, das der Balanced Scorecard ähnlich ist. Voraussetzung für die Wirksamkeit eines solchen Systems ist allerdings die Entwicklung entsprechender Fähigkeiten der Führungs- und Fachkräfte.

### Umsetzungskompetenz von Fach- und Führungskräften
Zur Operationalisierung und Validierung der Umsetzungskompetenz (Volition) für Fach- und Führungskräfte hat Waldemar Pelz von der Technischen Hochschule Mittelhessen eine empirische Studie mit 13.302 Teilnehmern durchgeführt. Ziel war es, das Phänomen der Umsetzungskompetenz als menschliche Fähigkeit zu operationalisieren und messbar zu machen, damit man es praktisch nutzen und trainieren kann. Voraussetzung dafür ist allerdings eine valide Diagnose der Teilkompetenzen der zu trainierenden Personen, etwa in einem Assessment-Center oder einem 360-Grad-Feedback.
Dieses sogenannte Gießener Inventar der Umsetzungskompetenz unterscheidet die folgenden fünf Teilkompetenzen:
A. Aufmerksamkeitssteuerung und Fokussierung – Kann sich die Person voll aufs Wesentliche konzentrieren, auch wenn Einflüsse auftreten, die die Motivation und Aufmerksamkeit beeinträchtigen; kann sie klare Prioritäten setzen?
B. Emotions- und Stimmungsmanagement zur Steigerung der persönlichen Energie – Ist die Person in der Lage, sich selbst und Andere in eine positive Gefühlslage zu versetzen, und kann sie eigenes und fremdes Verhalten treffend antizipieren und somit besser steuern?
C. Selbstvertrauen und Durchsetzungsstärke – Ist die Person aufgrund ihrer Erfahrungen von den eigenen Fähigkeiten und Erfolgen überzeugt, und kann sie Ziele konstruktiv und umsichtig durchsetzen?
D. Vorausschauende Planung und kreative Problemlösung – Ist das Handeln grundsätzlich pro-aktiv (statt re-aktiv) und zukunftsorientiert; ist die Person auf Risiken und Probleme gut vorbereitet?
E. Zielbezogene Selbstdisziplin durch Erkennen des tieferen Sinns der Aufgabe – Verfügt die Person über ein ausgeprägtes Durchhaltevermögen, bis Ergebnisse vorliegen; erkennt sie den tieferen Sinn in ihrer Tätigkeit; kann sie mit den abgelehnten Erwartungen Anderer konstruktiv umgehen?

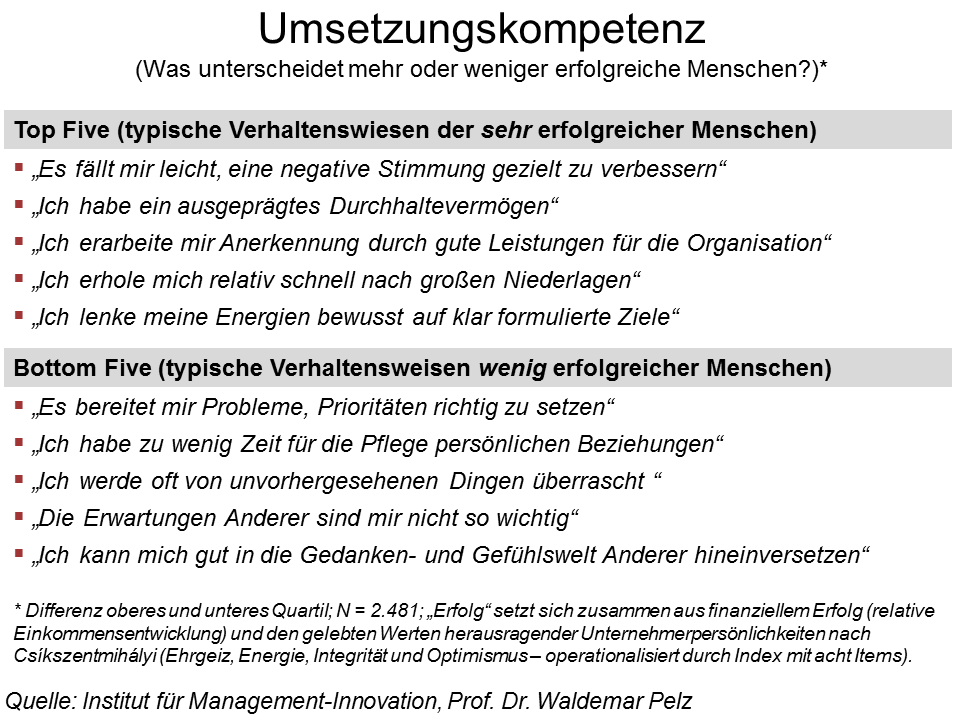
Zehn Sätze zur Orientierung beim Training der Umsetzungskompetenz

Die nebenstehende Grafik zeigt Beispiele für Items, mit denen die Teilkompetenzen operationalisiert wurden. Diese Items können für Trainings- und Entwicklungsmaßnahmen  herangezogen werden, um Verhaltensänderungen im Sinne einer Förderung der Top Five und Reduzierung der Bottom Five zu erreichen. Zu letzteren wird hier beispielsweise auch das Empathievermögen gezählt.
Als Gütekriterien für den Erfolg der mit diesem Instrumentarium erfassten Umsetzungskompetenz werden der individuelle finanzielle Zuwachs des Jahreseinkommens (r = 0,44) angeführt sowie die Übereinstimmung mit den Persönlichkeitsmerkmalen überdurchschnittlich erfolgreicher Unternehmer nach dem Psychologen Mihály Csíkszentmihályi (r = 0,78). Zu diesen gehören etwa Ehrgeiz, Energie, Integrität und Optimismus.

## Belege
1. ↑  H. M. Kehr: Integrating implicit motives, explicit, motives, and perceived abilities: the compensatory model of work motivation and volition. In: Academy of Management Review. Vol. 29, No. 3, 2004, S. 479.
2. ↑  W. Pelz: Kompetent führen. Wiesbaden 2004, S. 217.
3. ↑  Siehe zum Beispiel: Joseph Forgas, Roy Baumeister, Dianne Tice: Psychology of Self-Regulation. New York 2009.
4. ↑  V. Heyse, J. Erpenbeck: Kompetenztraining. 2. Auflage. Stuttgart 2009, S. 136 und W. Pelz: Volition ist wichtiger als Motivation. In: Manager-Seminare. März 2011.
5. ↑  E. Heinen: Betriebswirtschaftliche Führungslehre. 2. Auflage. Wiesbaden 1984 und P. Drucker: The Practice of Management, Responsibilities, Practices. New York 1954, S. 130 f.
6. ↑  J. P. Tangney u. a.: High self-control predicts good adjustment, less pathology, better grades, and interpersonal success. In: Journal of Personality. Vol. 72, 2004.
7. ↑  J.-P. Broonen u. a.: Is volition the missing link in the management of low back pain? In: Joint Bone Spine. 2010, Online-Version.
8. ↑  R. Hossiep, M. Paschen: Das Bochumer Inventar zur berufsbezogenen Persönlichkeitsbeschreibung. 2. Auflage. Göttingen 2003, S. 28 und 61.
9. ↑  S. P. Brown u. a.: Effects of Goal-Directed Emotions on Salesperson Volitions, Behavior, and Performance. In: Journal of Marketing. Vol. 61, 1997, S. 39–50.
10. ↑  R. Wunderer, H. Bruch: Umsetzungskompetenz. München 2000, S. 4.
11. ↑  J. Pfeffer, R. I. Sutton: Turning Knowledge into Action, Reducing the Knowing-Doing Gap. Harvard Business School Press, Boston (MA) 2000, S. 1.
12. ↑  J. Pfeffer, R. I. Sutton: Turning Knowledge into Action, Reducing the Knowing-Doing Gap. Harvard Business School Press, Boston (MA) 2000, S. 2.
13. ↑  W. Kroeber-Riel u. a.: Konsumentenverhalten. 9. Auflage. München 2009, S. 55 ff. und Brockhaus: Psychologie. 2. Auflage. Mannheim 2009.
14. ↑  S. P. Brown u. a.: Effects of goal-directed emotions on salesperson volitions, behavior, and performance: A longitudinal study. In: Journal of Marketing. Vol. 61, Januar 1997.
15. ↑  Gary Neilson: The Secrets to Successful Strategy Execution. In: Harvard Business Review. Juni 2008; erschienen als deutschen Übersetzung in: Harvard Business Manager. unter dem Titel: Wie Umsetzungsstärke entsteht. Heft 9/2008.
16. ↑  Jeffrey Pfeffer, Robert Sutton: Knowing „What“ to Do Is Not Enough: Turning Knowledge Into Action. In: California Management Review. Vol. 42, Fall 1999.
17. ↑  W. Pelz: Umsetzungskompetenz als Schlüsselkompetenz für Führungspersönlichkeiten. In: Corinna von Au (Hrsg.): Leadership und angewandte Psychologie. Band 5: Führung im Zeitalter von Veränderung und Diversity. Springer Verlag, Berlin 2017, (online; PDF).
18. ↑  Das Gießener Inventar der Umsetzungskompetenz Link zum Inventar
19. ↑  W. Pelz: Volition: Wie man Ideen umsetzt und Ziele erreicht. In: Berufsziel. 1/2012 (Beilage der Süddeutschen Zeitung) und M. Csikszentmihalyi: Flow im Beruf. Stuttgart 2004.